# ۱۱ فروردین
۱۱ فروردین/حمل دهمین روز از سال در گاه شماری خورشیدی است. به پایان آن ۳۵۴ روز (۳۵۵ روز در سال کبیسه) مانده‌است.

## رویدادها
- ۱۳۰۴ - تصویب «قانون تبدیل بروج به ماه‌های فارسی» در مجلس شورای ملی. بر اساس این قانون در تقویم ایرانی نام‌های ماه‌های سال به نام‌های کنونی تبدیل گردید و نامهایی چون حمل و ثور و جوزا و … حوت جای خود را به فروردین و اردیبهشت و خرداد و … اسفند دادند.[۱]
- ۱۳۸۳. دولت ایران به ریاست سیدمحمدخاتمی تصویب کرد کودکان اتباع خارجی مقیم ایران که مدرک معتبر ندارند، حق تحصیل در ایران ندارند. هم‌چنین دانش‌اموزان خارجی با مدرک معتبر، باید تمام یا بخشی از هزینه ثبت نام را بپردازند و حق تحصیل در دوره پیش‌دانشگاهی، کار‌ودانش، هنرستان‌های فنی و شبانه ندارند.[۲]
- ۱۳۸۵ - زمین‌لرزه ۱۳۸۵ بروجرد
- ۱۳۹۸ - موج دوم سیل ۱۳۹۸ جنوب و غرب ایران
- ۱۳۹۸ - آغاز موج دوم سیل ۱۳۹۸ لرستان

## زادروزها
- ۲۶۵ - ابوعلی محمد بن علی بن حسین معروف به ابن مقله، از خوشنویسان نامدار، وزرا و ادبا
- ۶۹۰ - خواجه امیرخسرو دهلوی، شاعر و سخن سرای پارسی‌زبان در پتیالی هندوستان (درگذشته ۷۴۴)
- ۱۲۵۶ - محمد قزوینی، ادیب و پژوهشگر تاریخ و فرهنگ ایران (درگذشته ۱۳۲۸)
- ۱۳۲۷ - محمدتقی خلجی، روحانی
- ۱۳۳۰ - مصطفی معین، پزشک و سیاستمدار
- ۱۳۵۰ - خشایار اعتمادی، خواننده
- ۱۳۶۲ - سیاوش اکبرپور، فوتبالیست
- ۱۳۶۸ - محسن افشانی، بازیگر و مجری
- ۱۳۷۸ - محمدرضا حضرت پور، بازیکن والیبال

## درگذشت‌ها
- ۱۳۸۲ - محسن نوربخش، رئیس کل بانک مرکزی، وزیر اقتصاد و دارایی در دولت اول اکبر هاشمی رفسنجانی
- ۱۳۸۹ - محمدرضا جلالی نائینی، سیاستمدار
- ۱۳۹۲ - احمد صدر حاج‌سیدجوادی، از اعضای نهضت مقاومت ملی ایران
- ۱۳۹۸ - منصور یاوری، نماینده حوزه انتخابیه گلپایگان و خوانسار در دوره هفتم مجلس شورای اسلامی
- ۱۳۹۹ - کیومرث درم بخش، عکاس و کارگردان ایرانی (زاده ۱۳۲۴)